# Мемфис Бел
„Мемфис Бел“ (на английски: Memphis Belle) е военен филм от 1990 г. на режисьора Майкъл Кейтън-Джоунс, по сценарий на Монте Мерик. Във филма участват Матю Модайн, Ерик Столц, Шон Астин, Хари Коник-младши (в неговия дебют в киното), Рийд Даймънд, Тейт Донован, Джон Литгоу, Д. Б. Суини, Били Зейн, Кортни Гайнс и Нийл Джунтоли.

## Актьорски състав
| Актьор            | Роля                    |
| ----------------- | ----------------------- |
| Матю Модайн       | Капитан Денис Диърбоун  |
| Тейт Донован      | Лейтенант Люк Синклер   |
| Д. Б. Суини       | Лейтенант Фил Лоуентал  |
| Били Зейн         | Вал Козловски           |
| Ерик Столц        | Сержант Дани Дейли      |
| Рийд Даймънд      | Сержант Хугестегер      |
| Шон Астин         | Сержант Ричард Мур      |
| Кортни Гейнс      | Сержант Юджийн МакВей   |
| Нийл Джунтоли     | Сержант Джак Бочи       |
| Хари Коник-младши | Клей Бъсби              |
| Дейвид Стратърн   | Полковник Крейг Хариман |

## В България
В България филмът е излъчен по Канал 1 на 25 април 2006 г.